# McGuinness Flint
McGuinness Flint war eine englische Folk- und Popgruppe, die in den 1970er Jahren erfolgreich war.

## Bandgeschichte
Nach der Auflösung der Band von Manfred Mann im Jahr 1969 bildete Tom McGuinness mit Hughie Flint, vormals bei John Mayalls Bluesbreakers, dem Sänger Dennis Coulson und den beiden Musikern Benny Gallagher und Graham Lyle die Band McGuinness Flint.
1970 und 1971 entstanden mit When I’m Dead and Gone und Malt and Barley Blues zwei internationale Bestseller, die beide von Gallagher und Lyle geschrieben worden waren. Dann verließen die beiden die Band, dafür kam Dixie Dean.
Als Quartett nahm die Gruppe 1972 die LP Lo and Behold auf und interpretierte dabei ausschließlich Lieder von Bob Dylan.
Bereits 1973 hatte Sänger Coulsen die LP Dennis Coulsen herausgebracht, für die Gallagher and Lyle fünf Lieder beisteuerten. Die beiden waren inzwischen ein Duo, das erfolgreich Lieder für andere, aber auch für sich selbst schrieb. 1976 hatten Gallagher & Lyle mit I Wanna Stay with You und Heart on My Sleeve jeweils einen Top-10-Hit in England.
McGuinness und Flint gründeten 1979 mit Paul Jones, Dave Kelly und Gary Fletcher die Blues Band, die auch heute – allerdings mittlerweile ohne Flint – noch aktiv ist.

## Mitglieder
- Tom McGuinness (* 2. Dezember 1941 in Wimbledon, England)
- Hughie Flint (* 15. März 1941 in Manchester, England)
- Benny Gallagher (* 21. Januar 1944 in Blaimore, Argyll, Schottland)
- Graham Hamilton Lyle (* 11. März 1944 in Bellshill, Schottland)

## Diskografie

### Alben
- 1970: McGuinness Flint
- 1971: Happy Birthday, Ruthy Baby
- 1972: Lo & Behold (Coulson, Dean, McGuinness, Flint)
- 1973: Rainbow
- 1974: C’est la vie

### Kompilationen
- 1973: Greatest Hits
- 1996: The Capitol Years
- 1996: When I’m Dead and Gone
- 2002: Malt & Barley Blues

### Singles
- 1970: When I’m Dead and Gone
- 1971: Malt and Barley Blues
- 1971: Conversation / Fixer / Reader to Writer / Sparrow (EP)
- 1971: Happy Birthday Ruthy Baby
- 1972: Let the People Go
- 1972: Lay Down Your Weary Tune (Coulson, Dean, McGuinness, Flint)
- 1973: Ride on My Rainbow
- 1974: C’est la vie